# رافائل خیل
رافائل خیل (اسپانیایی: Rafael Gil‎؛ ‏ ۲۲ مه ۱۹۱۳ – ۱۰ ژوئیه ۱۹۸۶) کارگردان، فیلم‌نامه‌نویس و روزنامه‌نگار اهل اسپانیا بود. وی بین سال‌های ۱۹۳۷ تا ۱۹۸۴ میلادی فعالیت می‌کرد.
رافائل خیل کارگردان برجسته‌ای در دوران فرانکو بود. آثار بعدی او، که اغلب با همکاری فیلمنامه‌نویس و رمان‌نویس طرفدار فرانکو، فرناندو ویسکائینو کاساس ساخته شده بود، نگاهی نوستالژیک به سال‌های حکومت فرانکو داشتند.
از فیلم‌ها یا مجموعه‌های تلویزیونی که وی در آن‌ها نقش داشته است، می‌توان به «مردی که می‌خواست خودش را بکشد» (۱۹۴۱)، «میخ» (۱۹۴۴)، «ملکه مقدس» (۱۹۴۷)، دن کیشوت (۱۹۴۷)، «خیابان بدون آفتاب» (۱۹۴۸)، «دریای ما» (۱۹۴۸)، از مادرید تا بهشت (۱۹۵۲)، مردی که می‌خواست خود را بکشد (۱۹۷۰) و و در سال سوم، او دوباره برخاست (۱۹۸۰) اشاره نمود.